# Tim Bagley
Tim Bagley, pseudonimo di Timothy Hugh Bagley (Minneapolis, 17 agosto 1957), è un attore statunitense.
È conosciuto soprattutto come caratterista ed è apparso in diversi film ed in un gran numero di serie televisive. Tra i suoi ruoli ricorrenti vi sono quelli nelle serie televisive Will & Grace, Detective Monk e $#*! My Dad Says.

## Filmografia

### Cinema
- Amanti, primedonne (Mistress), regia di Barry Primus (1992)
- The Mask, regia di Chuck Russell (1994)
- Due teneri angioletti (The Crazysitter), regia di Michael McDonald (1995)
- Happy, Texas, regia di Mark Illsley (1999)
- Austin Powers - La spia che ci provava (Austin Powers: The Spy Who Shagged Me), regia di Jay Roach (1999)
- The Fluffer, regia di Richard Glatzer e Wash Westmoreland (2001)
- The Day After Tomorrow - L'alba del giorno dopo (The Day After Tomorrow), regia di Roland Emmerich (2004)
- The Storyteller, regia di Andrew Getty (2005)
- The Enigma with a Stigma, regia di Rhett Smith (2006)
- Ammesso (Accepted), regia di Steve Pink (2006)
- Impiegato del mese (Employee of the Month), regia di Greg Coolidge (2006)
- Totally Baked: A Pot-U-Mentary, regia di Lee Abbott (2007)
- Molto incinta (Knocked Up), regia di Judd Apatow (2007)
- Walk Hard - La storia di Dewey Cox (Walk Hard: The Dewey Cox Story), regia di Jake Kasdan (2007)
- Finding Bliss, regia di Julie Davis (2009)
- Jesus People: The Movie, regia di Jason Naumann (2009)
- Operation: Endgame, regia di Fouad Mikati (2010)
- The Space Between, regia di Travis Fine (2010)
- Questi sono i 40 (This Is 40), regia di Judd Apatow (2012)
- La vita dopo i figli (Otherhood), regia di Cindy Chupack (2019)

### Televisione
- Coach - serie TV, 1 episodio (1993)
- Detective in corsia (Diagnosis Murder) - serie TV, 2 episodi (1994)
- Night Stand - serie TV, 2 episodi (1995)
- Seinfeld - serie TV, 1 episodio (1995)
- Hope & Gloria - serie TV, 3 episodi (1995-1996)
- Wings - serie TV, 1 episodio (1996)
- La tata (The Nanny) - serie TV, 1 episodio (1996)
- Una famiglia del terzo tipo (3rd Rock from the Sun) - serie TV, 1 episodio (1996)
- Ellen - serie TV, 1 episodio (1997)
- Moloney - serie TV, 1 episodio (1997)
- E.R. - Medici in prima linea (ER) - serie TV, 1 episodio (1997)
- The Jeff Foxworthy Show - serie TV, 1 episodio (1997)
- The Closer - serie TV, 1 episodio (1998)
- Susan - serie TV, 1 episodio (1999)
- X-Files (The X-Files) - serie TV, 1 episodio (1999)
- V.I.P. - serie TV, 1 episodio (2000)
- Sabrina, vita da strega (Sabrina, the Teenage Witch) - serie TV, 1 episodio (2000)
- Curb Your Enthusiasm - serie TV, 1 episodio (2000)
- Strip Mall - serie TV, 22 episodi (2000-2001)
- Will & Grace - serie TV, 18 episodi (2000-2020)
- One on One - serie TV, 1 episodio (2001)
- Dharma & Greg - serie TV, 1 episodio (2001)
- Due gemelle e un maggiordomo (So Little Time) - serie TV, 1 episodio (2002)
- The Court - serie TV, 5 episodi (2002)
- Hidden Hills - serie TV, 2 episodi (2003)
- I'm with Busey - serie TV, 1 episodio (2003)
- Wanda at Large - serie TV, 1 episodio (2003)
- La vita secondo Jim (According to Jim) - serie TV, 4 episodi (2003-2007)
- Memron, regia di Nancy Hower - film TV (2004)
- Las Vegas - serie TV, 1 episodio (2004)
- Pilot Season, regia di Sam Seder - miniserie TV (2004)
- Wanda Does It - serie TV,  episodi (2004)
- The King of Queens - serie TV, 4 episodi (2004-2007)
- Detective Monk (Monk) - serie TV, 9 episodi (2004-2009)
- Settimo cielo (7th Heaven) - serie TV, 2 episodi (2005)
- Stephen's Life, regia di Fred Savage - film TV (2005)
- Joey - serie TV, 1 episodio (2005)
- The Room, regia di Sean K. Lambert (2006)
- Help Me Help You - serie TV, 2 episodi (2006-2007)
- 10 Items or Less - serie TV, 3 episodi (2006-2009)
- Case Closed, regia di Jay Karas - film TV (2007)
- La complicata vita di Christine (The New Adventures of Old Christine) - serie TV, 1 episodio (2007)
- The Minor Accomplishments of Jackie Woodman - serie TV, 1 episodio (2007)
- Miss Guided - serie TV, 2 episodi (2008)
- Desperate Housewives - serie TV, 1 episodio (2008)
- Precious Meadows, regia di Sean K. Lambert - film TV (2008)
- Pushing Daisies - serie TV, 1 episodio (2008)
- Web Therapy - serie TV, 5 episodi (2008-2010)
- Kath & Kim - serie TV, 1 episodio (2009)
- Southland - serie TV, 1 episodio (2009)
- Kevin Nealon: Now Hear Me Out!, regia di Gary Binkow e Andy Signore - film TV (2009)
- Funny or Die Presents... - serie TV, 1 episodio (2010)
- Incinta per caso (Accidentally on Purpose) - serie TV, 1 episodio (2010)
- Hot in Cleveland - serie TV, 1 episodio (2010)
- $h*! My Dad Says - serie TV, 6 episodi (2010-2011)
- Shameless - serie TV, 1 episodio (2011)
- Love Bites - serie TV, 1 episodio (2011)
- Grimm - serie TV, episodio 1x01 (2011)
- 2 Broke Girls - serie TV, episodio 2x24 (2013)
- Grace and Frankie - serie TV, 32 episodi (2015-2022)
- Call Me Kat – serie TV, 7 episodi (2021-2022)
- Somebody Somewhere – serie TV, 12 episodi (2023-2024)
- And Just Like That... – serie TV, episodi 2x03-3x02-3x11 (2023-2025)
- Hacks – serie TV, episodio 3x08 (2024)
- The Perfect Couple, regia di Susanne Bier – miniserie TV, puntate 1-2 (2024)

## Doppiatori italiani
Nelle versioni in italiano delle opere in cui ha recitato, Tim Bagley è stato doppiato da:
- Roberto Certomà in Detective Monk (ep. 3x15), La vita secondo Jim, And Just Like That...
- Maurizio Reti in Joey, Grace and Frankie (ep. 1x11-12)
- Gerolamo Alchieri in Detective Monk (st. 5-8), The Perfect Couple
- Roberto Draghetti in Will & Grace
- Wladimiro Grana in The Mask
- Oliviero Dinelli in Due teneri angioletti
- Achille D'Aniello in The Day After Tomorrow - L'alba del giorno dopo
- Antonio Angrisano in Desperate Housewives
- Enzo Avolio in Detective Monk (ep. 3x06)
- Mauro Gravina in $#*! My Dad Says
- Vittorio De Angelis in Operation: Endgame
- Davide Marzi in Grace and Frankie (ep. 2x09)
- Nicola Braile in Grace and Frankie (st. 3-7)
- Gianluca Machelli ne La donna nella casa di fronte alla ragazza dalla finestra